# Storena harveyi
Storena harveyi är en spindelart som beskrevs av Rudy Jocqué och Baehr 1995. Storena harveyi ingår i släktet Storena och familjen Zodariidae.
Artens utbredningsområde är Western Australia. Inga underarter finns listade i Catalogue of Life.